# Hill-Gletscher
Der Hill-Gletscher ist ein breiter Gletscher auf der Spaatz-Insel vor der English-Küste des westantarktischen Ellsworthlands. Er entwässert den westzentralen Teil der Insel und mündet in die Südseite der Ronne Entrance.
Der United States Geological Survey kartierte ihn anhand eigener Vermessungen und Luftaufnahmen der United States Navy aus den Jahren von 1961 bis 1966. Das Advisory Committee on Antarctic Names benannte ihn 1968 nach dem Topographieingenieur Lennie J. Hill, der von 1967 bis 1968 an Vermessungen des Marie-Byrd-Lands beteiligt war.